# Pristomerus luridus
Pristomerus luridus är en stekelart som beskrevs av Kokujev 1905. Pristomerus luridus ingår i släktet Pristomerus och familjen brokparasitsteklar. Inga underarter finns listade i Catalogue of Life.